# Vostok 1
El Vostok 1 va ser la primera missió del programa espacial Vostok, el qual era el primer projecte espacial tripulat soviètic, dissenyat per l'equip d'enginyers encapçalat per Serguei Koroliov i la supervisió de Kerim Kerimov i altres. Iuri Gagarin va ser el cosmonauta enviat i, per tant, va ser el primer home a l'espai. El llançament es va efectuar al Cosmòdrom de Baikonur el 12 d'abril de 1961.
La missió va ser precedida per dos vols no tripulats, el Korabl-Spútnik-4 i el Korabl-Spútnik-5, però aquests vols es consideren part del programa Spútnik.
El vol de Gagarin va consistir a fer una òrbita a 315 km d'altura al voltant de la Terra. La nau disposava de suport vital, radio i televisor per comprovar l'estat de la missió en tot moment.
Va ser en aquesta missió on Gagarin va dir la famosa frase: "la terra és blava".

## Tripulació
Vegeu també Selecció i formació del programa Vostok
La càpsula Vostok 1 va ser dissenyada per transportar un sol cosmonauta. Iuri Gagarin, de 27 anys, va ser triat com a pilot principal de Vostok 1, amb Guérman Titov i Grigori Nelyubov com a reforços. Aquestes assignacions es van fer formalment el 8 d'abril, quatre dies abans de la missió, però Gagarin havia estat el favorit entre els candidats a cosmonauta durant almenys uns quants mesos.:262,272
La decisió final de qui volaria la missió es va basar sobre manera en l'opinió del cap d'entrenament de cosmonautes, Nikolai Kamanin. En una entrada de diari del 5 d'abril, Kamanin va escriure que encara estava indecís entre Gagarin i Titov. "L'únic que m'impedeix triar a [Titov] és la necessitat de tenir la persona més forta pel vol d'un dia." Kamanin es referia a la segona missió, Vostok 2, en comparació amb la relativament curta missió d'òrbita única de Vostok 1. Quan Gagarin i Titov van ser informats de la decisió durant una reunió el 9 d'abril, Gagarin estava molt feliç i Titov estava decebut. El 10 d'abril es va recrear aquesta trobada davant de les càmeres de televisió, per la qual cosa hi hauria imatges oficials de l'esdeveniment. Això va incloure un discurs d'acceptació de Gagarin. Com una indicació del nivell de secret involucrat, un dels altres candidats a cosmonautes, Aleksei Leónov, va recordar més tard que no va saber qui va ser triat per a la missió fins després que el vol espacial havia començat.

## Transcórrer de la missió
El dimecres 12 d'abril de 1961, a les 06:07 hora universal (UT), es va enlairar la nau Vostok 3KA-3, més coneguda com Vostok 1 des del Cosmòdrom de Baikonur. El seu nom clau durant el vol va ser Kedr (en rus кедр, cedre), és a dir, pi siberià, els operadors de terra eren Zarià (Заря, Aurora) i Vesnà (Весна, primavera).
Se sap que el vol va durar 108 minuts en total: 9 minuts per entrar a òrbita i després una òrbita al voltant de la Terra. El vol va ser totalment automàtic, ja que el tauler de control estava bloquejat, encara que Gagarin posseïa un sobre tancat amb el codi numèric per al cas que hi hagués necessitat de prendre el control manual de la nau. Mentrestant, tot el que havia de fer el pilot era parlar per ràdio, tastar una mica de menjar —va ser el primer a dinar a bord d'una nau espacial— amb l'objectiu de saber si un ésser humà podia sentir i comportar-se de manera normal estant sense gravetat. Els científics no coneixien amb certesa els efectes de la ingravidesa, i la nau va estar sempre sota control terrestre. En cas d'emergència comptava amb tots els instruments de vol necessaris per a l'aterratge manual.
Els controladors de terra no van poder saber si Gagarin havia aconseguit una òrbita estable fins a 25 minuts després del llançament, just quan es dirigia cap al costat no il·luminat de la Terra i deixant enrere la Unió Soviètica a través de l'oceà Pacífic. Va creuar a la matinada l'estret de Magallanes i durant l'alba el vast oceà Atlàntic Sud. Després es va activar el sistema automàtic de la nau per alinear la càpsula i disparar els coets d'entrada començant així el descens, mentre creuava la costa occidental d'Angola, a uns 8000 quilòmetres de distància del punt d'aterratge. Durant aquest punt crític de reentrada atmosfèrica, es va presentar el problema més greu del vol: la nau devia desprendre's d'una part si volia retreure amb èxit adoptant una orientació apropiada, o acabaria convertida en una gran bola de foc. Durant 10 incòmodes minuts, i sense poder actuar, la càpsula girava violentament. Havia fallat el sistema de solta automàtic i la vida de Gagarin perillava. Per sort, amb la immensa calor generada durant la reentrada es va afeblir el sistema d'ancoratge i es va alliberar la càpsula amb Gagarin al seu interior. Mentre el seu descens continuava, creuava els foscos boscos i muntanyes del centre d'Àfrica, després el Sàhara, el riu Nil, Orient Mitjà, mentre continua el seu descens cap al sud-oest de l'actual Federació Russa. Preparat per iniciar l'expulsió i ja prop del mar Negre, Gagarin es va desfer de la càpsula a 7.000 metres sobre la terra. Subjecte a un seient ejectable, per mitjà del qual sortiria del mòdul de la nau després del descens, a una altitud d'aproximadament 7 quilòmetres, Gagarin va acabar usant el seu paracaigudes propi, com estava planejat, encara que la URSS hagi negat això durant anys per por que el vol no fos reconegut per les entitats internacionals, ja que el pilot no va acompanyar la seva nau fins a terra.
A causa dels problemes descrits, Gagarin no va aterrar a la regió prevista (a uns 110 quilòmetres de Stalingrad, avui Volgograd), sinó a l'óblast de Saràtov. A les 10:20 d'aquell dia, Gagarin, després de sortir acomiadat de la càpsula del Vostok, va aterrar a paracaigudes prop del poble de Smelovka, a uns 15 quilòmetres de la ciutat d'Engels. La pagesa Anna Tajtarova d'una granja col·lectiva propera i la seva néta Rita, de sis anys, van ser les primeres persones a trobar Gagarin. Portava un estrany vestit taronja i un casc blanc amb unes grans inicials en vermell, CCCP (les sigles en rus de la Unió de Repúbliques Socialistes Soviètiques). «Vens de l'espai?», va preguntar l'anciana. «Certament, sí», va dir el cosmonauta que, per calmar la pagesa, es va afanyar a afegir: «Però no s'alarmi, sóc soviètic».
Hi havia la preocupació que el rècord del vol espacial no fos certificat per la Federació Aeronàutica Internacional (FAI), l'organisme rector mundial d'estandardització i manteniment de registres, que en aquell moment requeria que el pilot aterrés amb la nau. El pilot i les autoritats soviètiques inicialment es van negar a admetre que no havia aterrat amb la seva nau espacial per obtenir així el reconeixement, però la mentida es va destapar quatre mesos després, després del vol de Titov a la Vostok 2. Segons les antigues definicions de la FAI, la missió s'hauria considerat un vol espacial “incomplet”. Malgrat tot, el rècord va ser certificat i reafirmat novament per la FAI, que va revisar les seves regles i va reconèixer que els passos crucials del llançament, òrbita i tornada segura del pilot s'havien aconseguit. Gagarin continua sent reconegut internacionalment com el primer humà a l'espai i el primer a orbitar la Terra.

## Reentrada i aterratge

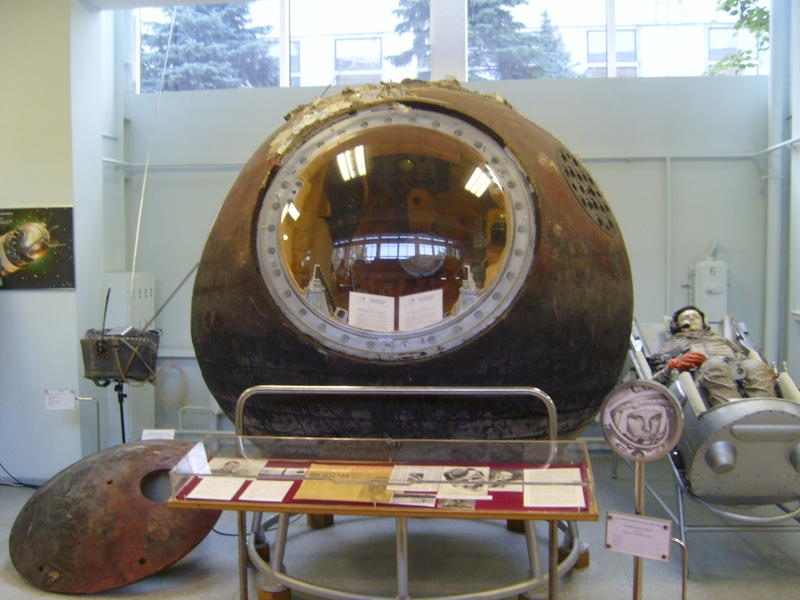
La càpsula Vostok 1 quan estava en exhibició al museu RKK Energiya. La càpsula principal, que es veu al centre d'aquesta imatge, està ara en exhibició al Pavelló Espacial al VDNKh.

A les 07:25 UTC, els sistemes automàtics de la nau espacial la van posar en l'actitud requerida (orientació) per a la ignició del retrocoet, i poc després, el motor alimentat per líquid va encendre durant aproximadament 42 segons sobre la costa oest d'Àfrica, prop d'Angola, sobre 8.000 quilòmetres (4.300 milles nàutiques) de rang superior del punt d'aterratge. El perigeu i apogeu de l'òrbita havia estat seleccionat per causar la reentrada atmosfèrica a causa de la decadència orbital d'aquí a 13 dies (el límit de la funció del sistema de suport vital) en cas de mal funcionament del retrocoet. Tot i això, l'òrbita real diferia de la prevista i no hauria permès el descens fins a 20 dies.
Deu segons després del retroignició, es van enviar ordres per separar el mòdul de servei Vostok del mòdul de reentrada (nom en clau "petita bola" (rus: шарик)), però el mòdul de l'equip va quedar inesperadament unit al mòdul de reentrada per un manat de cables. Al voltant de les 07:35 UTC, les dues parts de la nau espacial van començar a reingressar i van experimentar forts girs quan Vostok 1 es va acostar a Egipte. En aquest punt, els cables es van trencar, els dos mòduls es van separar i el mòdul de descens es va instal·lar a la posició de reentrada adequada. Gagarin va telegrafiar "Tot està bé" malgrat els continus girs; més tard va informar que no volia "fer soroll" ja que havia raonat (correctament) que els girs no posaven en perill la missió (i aparentment van ser causats per la forma esfèrica del mòdul de reentrada). Mentre Gagarin continuava el seu descens, va romandre conscient mentre experimentava al voltant de 8 g durant el reingrés. (El mateix informe de Gagarin diu “més de 10 g”).
A les 07:55 UTC, quan Vostok 1 encara estava a 7 km des del terra, es va obrir l'escotilla de la nau espacial i, dos segons després, es va expulsar Gagarin. A 2,5 km d'altitud, el paracaigudes principal es va desplegar des de la nau espacial Vostok.
El paracaigudes de Gagarin es va obrir gairebé immediatament i uns deu minuts després, a les 08.05 UTC, Gagarin va aterrar. Tant ell com la nau espacial van aterrar en paracaigudes 26 km al sud-oest d'Engels, a la regió de Saratov 51° 16′ 14″ N, 45° 59′ 50″ E / 51.270682°N,45.99727°E.
Un pagès i la seva néta, Rita Nurskanova, van observar l'estranya escena d'una figura amb un vestit taronja brillant i un gran casc blanc que aterrava a prop d'ells en paracaigudes. Gagarin va recordar més tard: "Quan em van veure amb el meu vestit espacial i el paracaigudes arrossegant-se mentre caminava, van començar a retrocedir amb por. Els vaig dir, no tinguin por, sóc un ciutadà soviètic com vostès, que havia baixat de l'espai i he de trobar un telèfon per trucar a Moscou!"

## Dia Internacional dels Vols Espacials Tripulats
El 25 de març de 2011 l'Assemblea General de les Nacions Unides a la Resolució 65/271 "declara el 12 d'abril Dia Internacional dels Vols Espacials Tripulats, en què es commemorarà cada any en l'àmbit internacional el principi de l'era espacial per a la humanitat, reafirmant que la ciència i la tecnologia espacials contribueixen de manera important a assolir els objectius de desenvolupament sostenible, a augmentar el benestar dels Estats i els pobles, i a assegurar que es vegi complerta la seva aspiració de reservar l'espai ultraterrestre per a fins pacífics".
Amb l'efemèride es vol commemorar cada any el principi de l'era espacial i reafirmar que la ciència i la tecnologia còsmica contribueixen de manera crucial a aconseguir els objectius de desenvolupament sostenible i augmentar el benestar dels Estats i els pobles. També es busca sensibilitzar el món per assegurar que es compleixi l'aspiració de reservar l'espai ultraterrestre a fins pacífics, perseverar en els esforços perquè tots els Estats puguin gaudir dels beneficis derivats d'aquestes activitats i mantenir l'espai com a patrimoni de tota la humanitat.

## Cultura popular
En els simuladors de vol existeixen una o més variants del Vostok 1, com el simulador de vol de codi obert FlightGear, així com en el sector comercial.